# Martis
Martis är en ort och kommun i provinsen Sassari i regionen Sardinien i Italien. Kommunen hade 498 invånare (2017).